# Armen Ambartsumyan
Pour les articles homonymes, voir Ambartsumyan.
Armen Ambartsumyan (en arménien : Արմեն Համբարձումյան et en bulgare : Армен Амбарцумян), né le 18 février 1978 à Plovdiv en Bulgarie, est un joueur de football arméno-bulgare (international arménien) qui évoluait au poste de gardien de but.

## Biographie

### Carrière en club
Il effectue la quasi-totalité de sa carrière professionnelle dans son pays natal, la Bulgarie, à l'exception de quelques saisons à Chypre.
Il dispute 186 matchs en première division bulgare, inscrivant deux buts. Il se classe à trois reprises cinquième du championnat avec le Slavia Sofia, en 2004, 2005 et 2007.

### Carrière internationale
Il reçoit huit sélections en équipe d'Arménie entre 2002 et 2004.
Il joue son premier match en équipe nationale le 7 juin 2002, contre Andorre (victoire 0-2 à Andorre-la-Vieille). Il joue son dernier match le 9 octobre 2004, contre la Finlande (victoire 3-1 à Tampere).
Il dispute trois matchs rentrant dans le cadre des éliminatoires du mondial 2006. Il encaisse avec l'Arménie un total de 15 buts.